# Flodday
Flodday är en ö i Storbritannien.   Den ligger i kommunen Yttre Hebriderna och riksdelen Skottland, i den nordvästra delen av landet, 700 km nordväst om huvudstaden London.